# Stuart Freeborn
Stuart Freeborn (Londra, 5 settembre 1914 – Leyton, 5 febbraio 2013) è stato un truccatore britannico, particolarmente famoso per le saghe di Guerre stellari e Superman.

## Biografia
Ha lavorato in molti film, tra i quali spiccano Caccia alla volpe, Il presagio e 2001: Odissea nello spazio, dove è riuscito a ricreare l'aspetto scimmiesco dei primi ominidi, necessario per la famosa scene iniziale.

## Premi e riconoscimenti
Per il suo lavoro alla saga di Guerre stellari gli sono stati assegnati due Saturn Award, nel 1978 e nel 1984. Un particolare riconoscimento (raffigurante un busto bronzeo di Yoda) gli è stato consegnato nel 1997, dal suo allievo, da parte del reparto del trucco della Industrial Light & Magic, quando egli fece loro visita durante la lavorazione de Star Wars: Episodio I - La minaccia fantasma.

## Filmografia parziale
- L'arte e gli amori di Rembrandt (Rembrandt), regia di Alexander Korda (1936)
- Le avventure di Oliver Twist (Oliver Twist), regia di David Lean (1948)
- 2001: Odissea nello spazio (2001: A Space Odyssey), regia di Stanley Kubrick (1968)
- Gli anni dell'avventura (Young Winston), regia di Richard Attenborough (1972)
- Guerre stellari (Star Wars), regia di George Lucas (1977)
- L'Impero colpisce ancora (The Empire Strikes Back), regia di Irvin Kershner (1980)
- Superman II, regia di Richard Lester (1980)
- Il ritorno dello Jedi (Return of the Jedi), regia di Richard Marquand (1983)
- Superman III, regia di Richard Lester (1983)
- Superman IV (Superman IV: The Quest for Peace), regia di Sidney J. Furie (1987)